# Teusaquillo
Teusaquillo es la localidad número 13 del Distrito Capital de Bogotá. Se encuentra entre el norte y el centro de la ciudad.

## Toponimia
El nombre de Teusaquillo, así como el de Bogotá, se remonta a la época precolombina. El nombre original de Teusaquillo se refiere a la plaza del Chorro de Quevedo, donde los españoles construyeron un sitio militar anterior a la fundación de la ciudad.

## Geografía física

#### Altitud
- Media: 2558 m.s.n.m

Extensión: El área total y urbana de la localidad es de 1.420 ha.

### Hidrología
El territorio de la localidad se encuentra ubicado en su mayor parte en la cuenca del Salitre y en una menor proporción en la cuenca del río Fucha. Dentro de estas dos cuencas el sistema hídrico está conformado básicamente por el lago artificial del parque Simón Bolívar y por fracciones de los canales, que forman parte del sistema de alcantarillado de aguas lluvias de la ciudad. Estos canales son la prolongación de fuentes de agua que nacen en los cerros Orientales.
Cuenca del Salitre

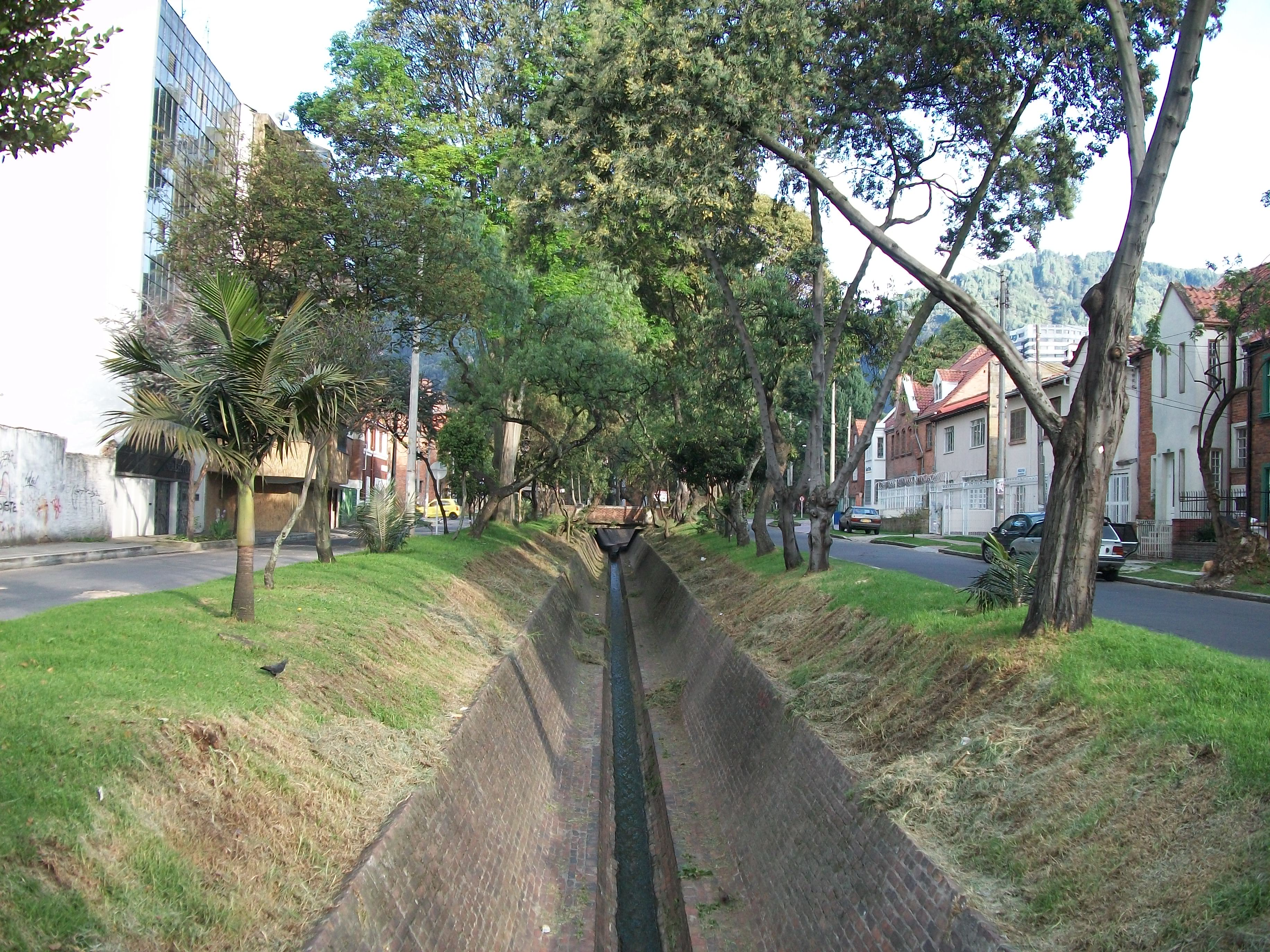
Canal del río Arzobispo.

- Río Arzobispo: es la prolongación rectificada del río del mismo nombre atraviesa la parte oriental de la localidad hasta la Carrera 30 a partir de la cual continúa como canal El Salitre.
- Canal El Salitre: Desde la Carrera 30 frente a la Ciudad Universitaria, pasando por el Estadio El Campín hasta la calle 63, de donde prosigue su curso dentro de la localidad de Barrios Unidos.

Cuenca del Fucha
- Canal San Francisco, como prolongación del río del mismo nombre, el cual antes de convertirse en canal atraviesa subterráneamente el centro de la ciudad en la zona de Las Aguas.

#### Topografía
Teusaquillo está ubicada en una zona relativamente plana de la sabana de Bogotá con una ligera pendiente hacia el noroccidente, en un área donde ya han terminado los característicos cerros Orientales de la ciudad.
El área de esta localidad se encuentra ubicada en la unidad geomorfológica IV que presenta una topografía plana y ligeramente inclinada y está constituida por depósitos cuaternarios que corresponden a terrazas, llanuras aluviales, conos aluviales y coluviones. En cuanto a los suelos, hay que anotar que casi la totalidad del territorio se encuentra urbanizado.

## Historia
La actual localidad de Teusaquillo era parte del territorio de los muiscas. Al comenzar la colonia española y hasta 1601 fue el resguardo indígena de Teusacá, pero su población fue desplazada al resguardo de Usaquén y sus tierras entregadas a los hacendados. Durante la Independencia continuó siendo una zona en su mayoría rural, sede de algunas haciendas y zonas agrícolas y ganaderas, y desde finales del siglo XIX comenzó un progresivo crecimiento urbanístico.

#### SigloXX

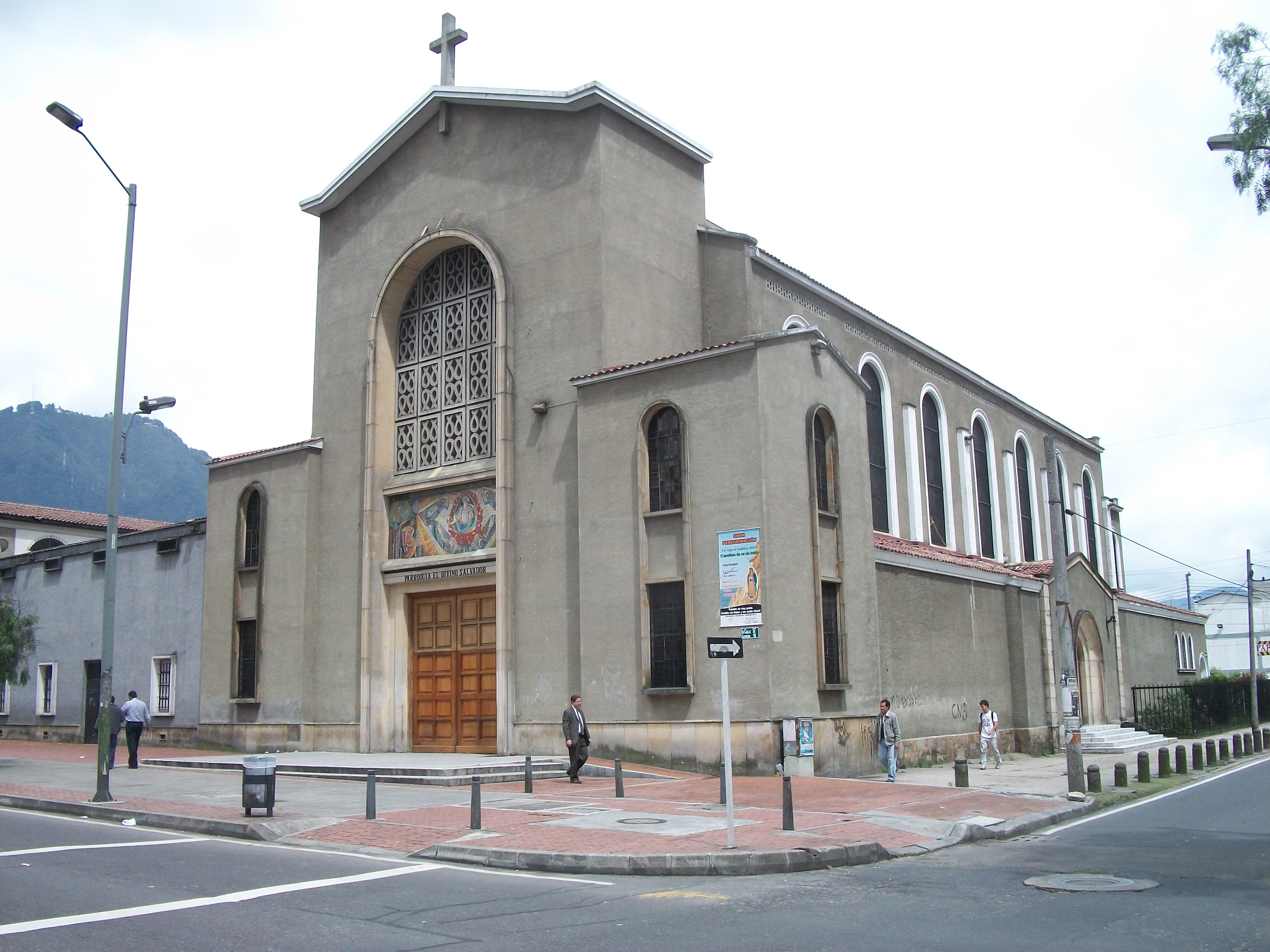
Parroquia del Divino Salvador, en el barrio Banco Central de la UPZ de Galerías.

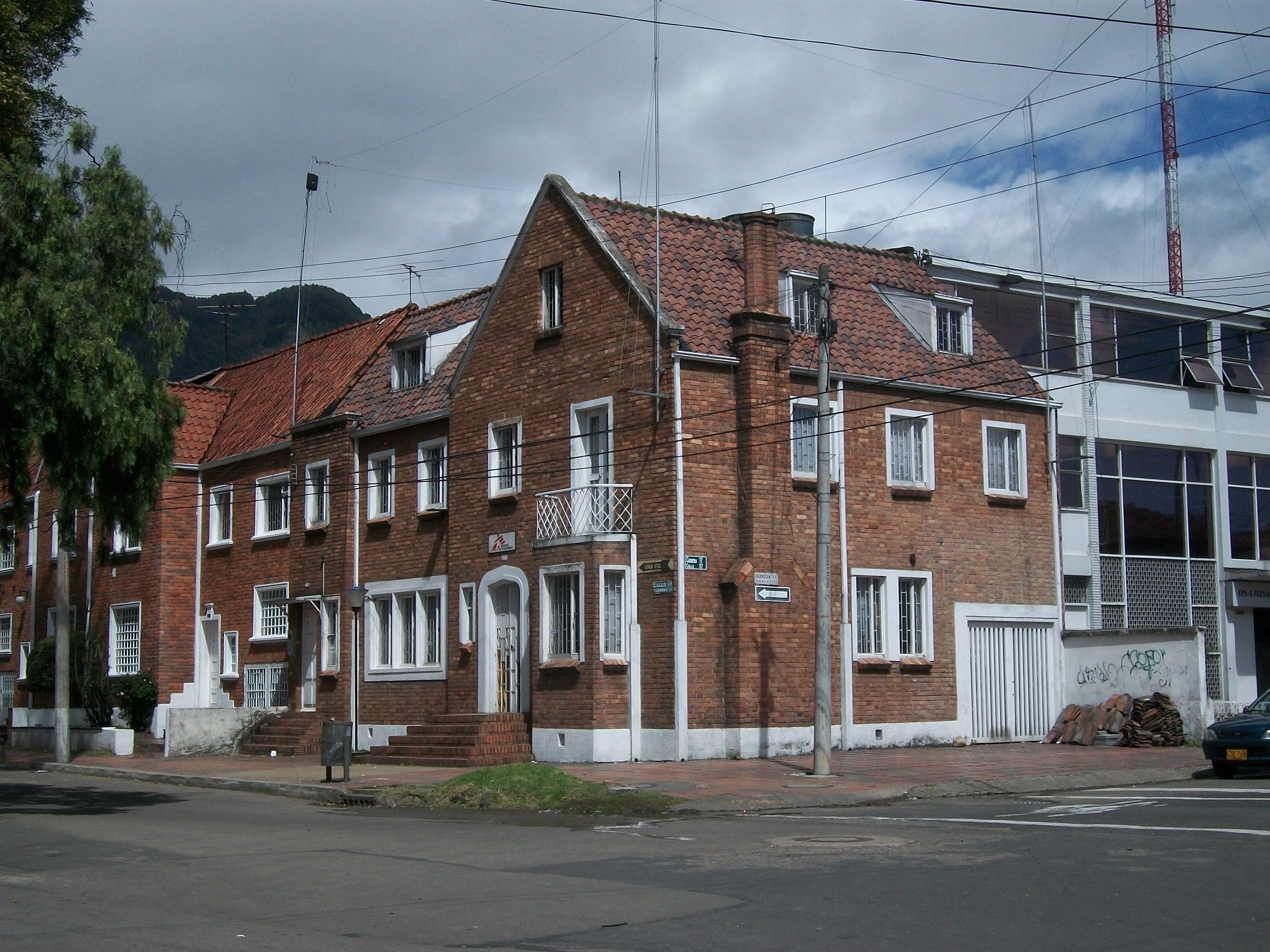
Casa de estilo victoriano en Teusaquillo

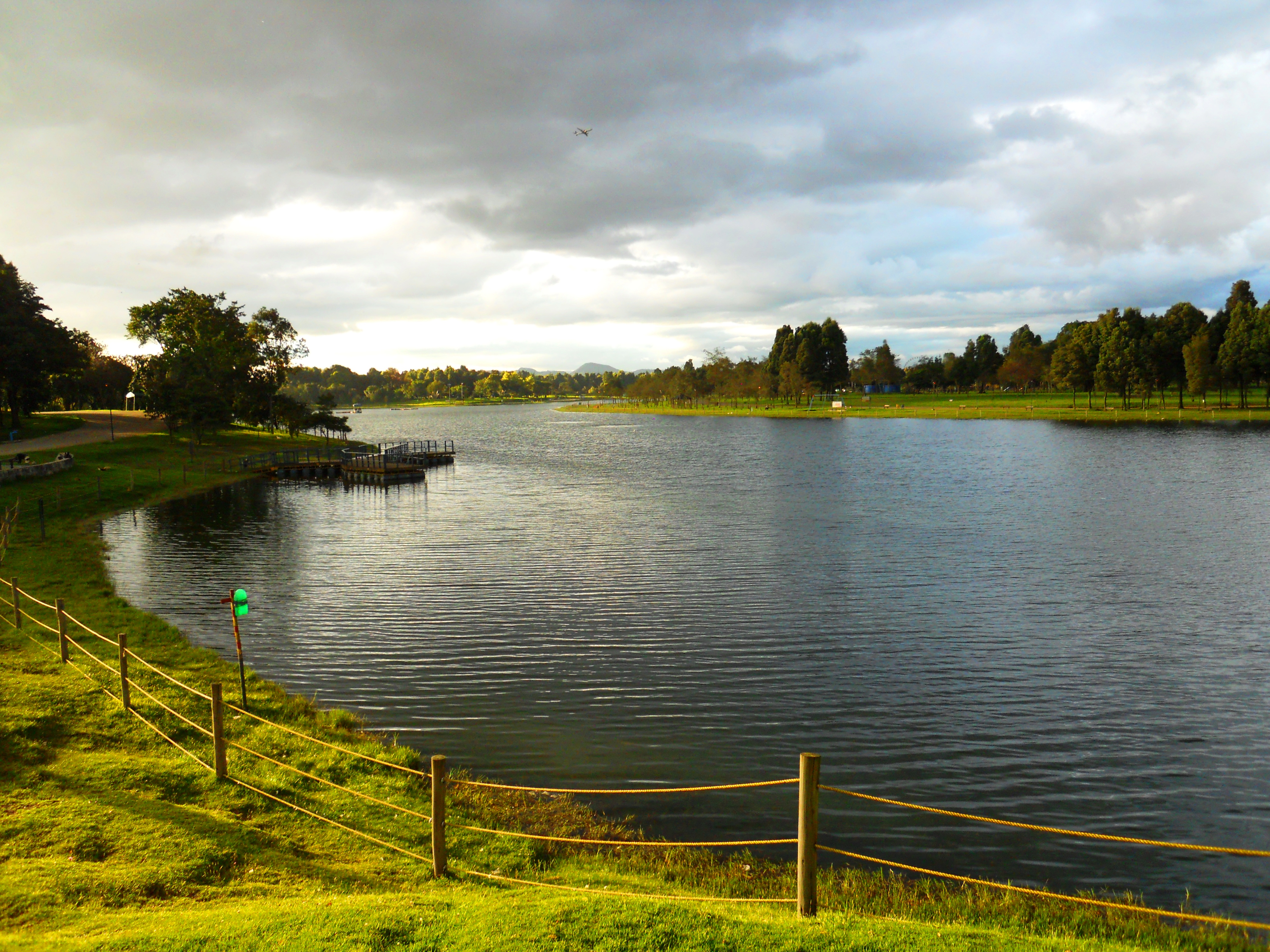
Lago del parque metropolitano Simón Bolívar

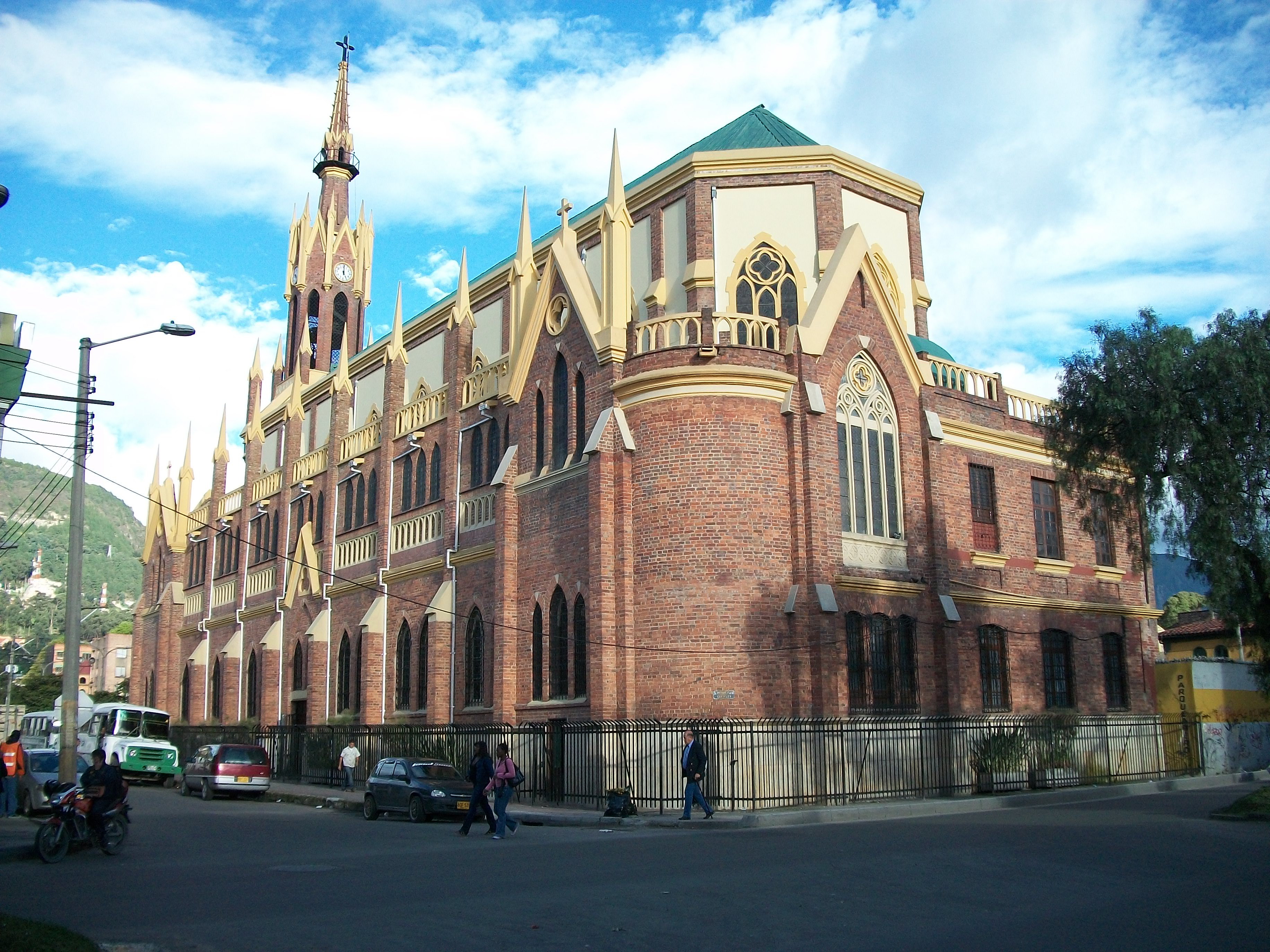
Parroquia Nuestra Señora del Carmen - Santa Teresita en el barrio Santa Teresita.

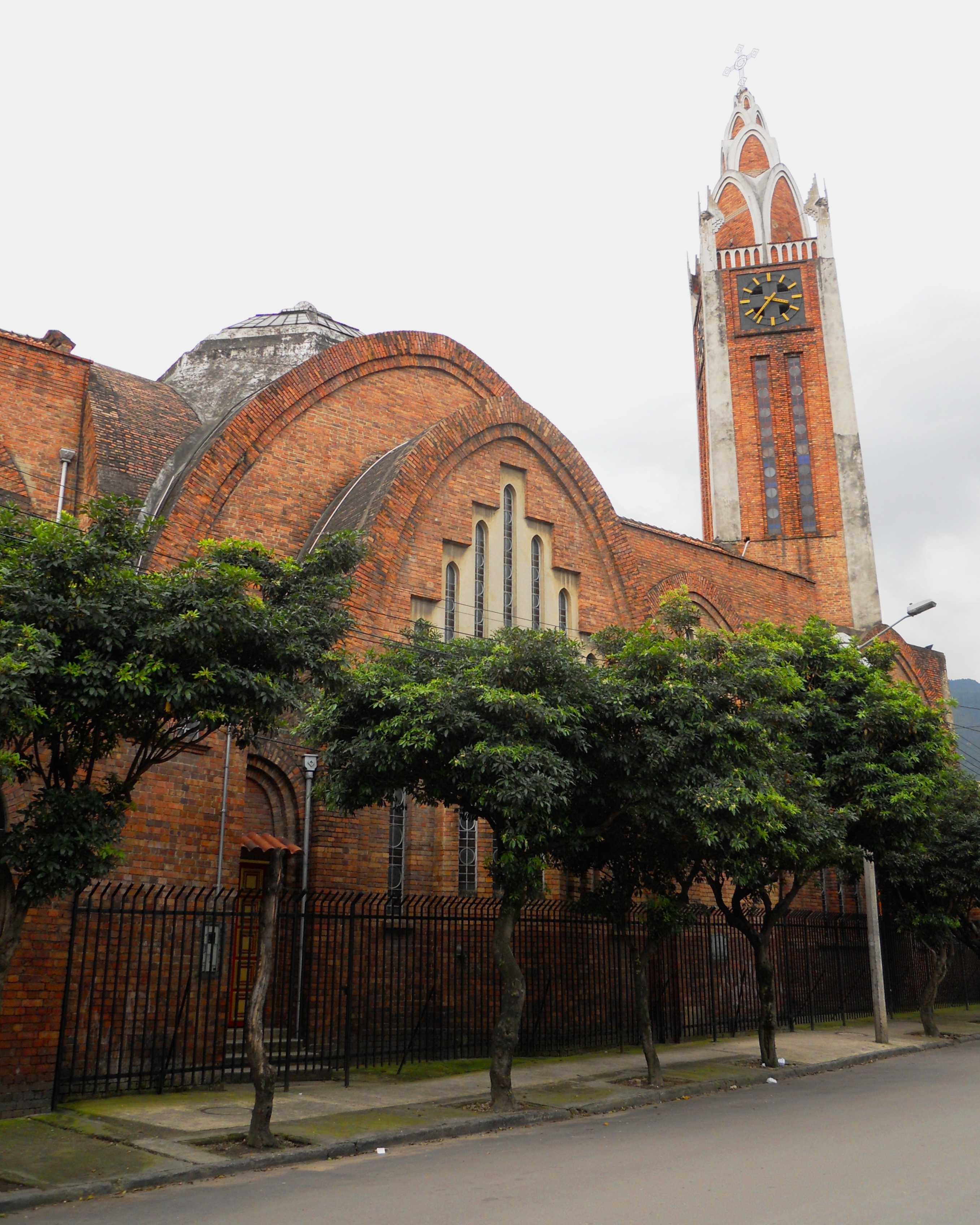
Parroquia Santa Ana en el barrio Teusaquillo.

A principios de la década de 1920 se inició la construcción de un amplio proyecto urbanístico al norte de donde se encuentra la actual localidad de Santa Fe (en esa época la principal salida sur del centro de Bogotá) y al sur de lo que era el caserío de Chapinero, y se decidió darle también el nombre de Teusaquillo. Esta importante zona residencial de Teusaquillo fue inaugurada en 1927 y con rapidez el barrio se consolidó como el más elegante y contemporáneo de la época, símbolo de los años 30 y del florecimiento y desarrollo urbanístico que tuvo Bogotá en el cumplimiento de su cuarto centenario.
En el barrio Teusaquillo se manifestaron varias tendencias arquitectónicas, siendo muy notable el estilo victoriano. En la actualidad, la mayoría de estas casas se conservan, muchas convertidas en oficinas o locales comerciales.
En Teusaquillo vivió la clase alta capitalina, que se desplazó del centro histórico de la ciudad. Esa tendencia la favoreció el Bogotazo en 1948. Allí vivieron personajes como Jorge Eliécer Gaitán, Enrique Santos Montejo, Laureano Gómez, Gustavo Rojas Pinilla, Otto de Greiff y Mariano Ospina Pérez. 
Marcó un hito muy importante para el urbanismo y la arquitectura capitalina, con obras de arquitectos como Alberto Manrique Martín, Karl Brunner y Guerra Galindo. Por las características demográficas y arquitectónicas del barrio, este puede considerarse equivalente a los barrios San Fernando en Cali, El Prado en Barranquilla, Manga en Cartagena y Prado en Medellín.
La diversificación de estilos y la influencia de la arquitectura moderna en Teusaquillo fue estimulada por la llegada al barrio de las comunidades sirio-libanesa y judía, que construyó dos sinagogas en la localidad, una de ellas la primera de la ciudad.
En la década de 1930 se estrenó el Hipódromo de la 53 en 1934 (donde en la actualidad se encuentra el Centro Comercial Galerías), luego se inició la construcción de la gran Ciudad Universitaria (en mayo de 1937) y que incluía el Estadio Alfonso López, que fue inaugurado ese mismo año junto con un Coliseo de baloncesto, la Ciudad Universitaria estuvo completada en su totalidad para 1945. En 1938 se concluyó el Estadio Nemesio Camacho en tierras de la Hacienda El Campín en la vieja avenida de Cundinamarca.
Fue la parte de la capital más beneficiada con las obras hechas por los presidentes Enrique Olaya Herrera, Eduardo Santos y Alfonso López Pumarejo, pero especialmente por la labor del alcalde Jorge Eliécer Gaitán para el cumpleaños de la ciudad. En Teusaquillo se celebraron las competencias deportivas de los Juegos Bolivarianos de 1938, con sede en Bogotá, en sus dos estadios y el coliseo universitario.
En 1951, el estadio Nemesio Camacho El Campín fue reconstruido con una capacidad para 40.000 espectadores y se consolidó como el escenario deportivo más importante del país.
Durante las siguientes décadas, aparecieron nuevos barrios alrededor de Teusaquillo, que poco a poco terminaron por unirlo al norte con Chapinero. Eso consolidó el proyecto que se había pensado cuando se inició la urbanización de Chapinero, como primer barrio satélite de la Capital y fue incorporado al casco urbano de la ciudad en 1954.
En 1961 se inició la construcción del parque Simón Bolívar en cercanías de la Ciudad Universitaria, 7 años más tarde se edificó el Templete conmemorativo para el Congreso Eucarístico de la visita del papa Pablo VI a Bogotá y la calle alrededor del Templete y del parque se le denominó avenida del Congreso Eucarístico, hoy conocida como la avenida Carrera 68. 
Con motivo de este Congreso también se inauguró el Coliseo Cubierto, el Centro de Tenis y el estadio Campincito en 1968, cumpliendo la voluntad de don Nemesio Camacho y su hijo en cuanto a la culminación del centro deportivo alrededor del estadio El Campín. 
Poco después, en el terreno que ocupó el viejo hipódromo de la calle 53 se inauguró el almacén por departamentos Sears, que dio nombre al barrio en el que se encontraba. Hoy es el centro comercial Galerías y al cambiar su nombre, el barrio cambió de nombre con este.
En 1972, cuando el distrito Especial de Bogotá dividió el área metropolitana de la ciudad en 16 barrios principales a los que les dio el carácter de zona, el sector de Teusaquillo y los barrios que proliferaron a sus alrededores, fueron declarados en la nomenclatura como la Zona número 13 de la Capital colombiana y se les constituyó una Alcaldía Menor, estableciéndole sus límites determinados y siendo administrada por un alcalde menor, nombrado por el alcalde mayor del distrito Especial. Este decreto fue ratificado mediante el acuerdo de 1977.
En la década de 1980 se desarrolló un importante sector industrial y comercial en una zona de Teusaquillo, llamada Quinta Paredes y que con su posterior crecimiento, terminó uniéndola con la zona de Puente Aranda. Con la visita del papa Juan Pablo II en 1986 se construyó un nuevo Templete, que aún se conserva como monumento nacional. En Teusaquillo se celebró entonces la más importante eucaristía papal en tierras colombianas.
Durante la década de 1990 surgió un gigantesco proyecto urbanístico en Bogotá, llamado Ciudad Salitre, que pretendía abarcar el sector que separaba las zonas de Teusaquillo y Fontibón teniendo como centro al barrio El Salitre. Durante los años de esta década, Ciudad Salitre se fue consolidando y extendiendo tanto hacia la parte occidental y oriental. Ciudad Salitre Oriental y todos sus sectores residenciales cercanos pasaron a formar parte de la zona de Teusaquillo, en tanto que Ciudad Salitre Occidental pasó a pertenecer a Fontibón y El Salitre continuó haciendo parte de Barrios Unidos.
Con la constitución de 1991 cuando el distrito especial se convirtió en distrito Capital, Teusaquillo fue elevada a la categoría de Localidad y su Alcaldía Menor se convirtió en Alcaldía Local, luego se le reglamentó su Junta Administradora Local y sus ediles.
En 2018 se inauguró el Movistar Arena en el mismo sitio ocupado antiguamente por el Coliseo El Campín.

#### SigloXXyXXI
Algunas partes de la localidad de Teusaquillo han sido objeto de remodelación con la llegada del sistema TransMilenio a la avenida Caracas y la Norte-Quito-Sur y el mejoramiento de sus calles, andenes y su espacio público en general. Cuenta con una variada oferta cultural, comercial, residencial, y de complejos deportivos y espectáculos de gran importancia.

## Geografía humana
Su alcaldía local tiene su sede en el barrio La Soledad en la calle 39 B Número 19 - 30. La localidad supera los 150.000 habitantes, un 2,5% del total del casco urbano de Bogotá.
En la localidad de Teusaquillo, el Distrito Capital ha establecido 6 barrios de gran importancia y amplitud en la localidad como zonas o UPZ (Unidades de Planeación Zonal), la población corresponde al año 2000:
- La Esmeralda, 35.856 habitantes
- Galerías, 33.685 habitantes
- Teusaquillo, 29.162 habitantes
- Quinta Paredes, 24.316 habitantes
- Ciudad Salitre Oriental, 23.330 habitantes
- Parque Central Simón Bolívar, 2.840 habitantes

#### Organización territorial

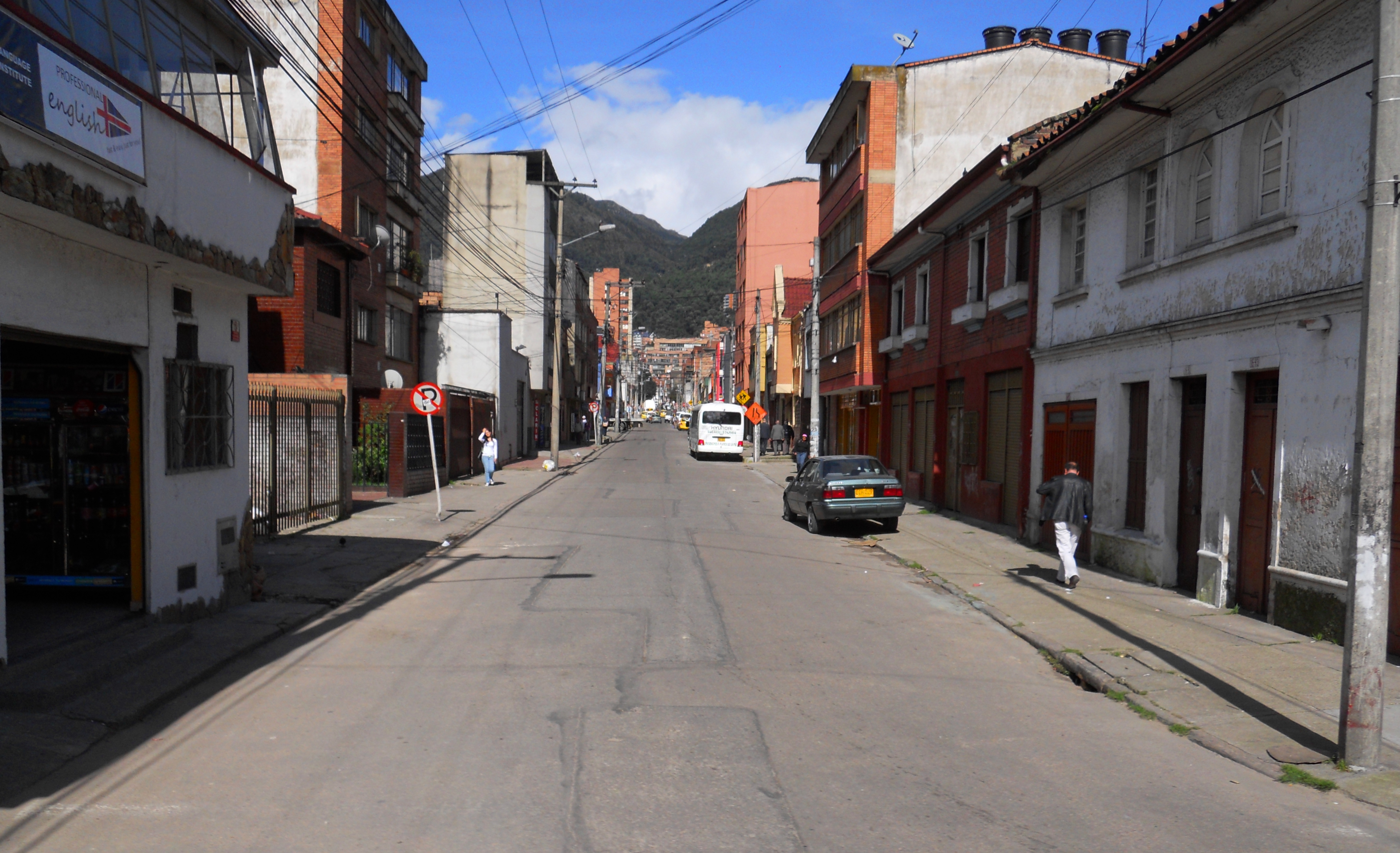
Teusaquillo está mayoritariamente urbanizado y ubicado en una zona plana de la sabana de Bogotá.

Cundinamarca, Acevedo Tejada, Quirinal, Camavieja.
- 100 Galerías: El Campín, San Luis, Chapinero Occidental, Galerías, Banco Central, Quesada, Belalcázar, Alfonso López Norte, Palermo.
- 101 Teusaquillo: La Soledad, Santa teresita, La Magdalena, Teusaquillo, Las Américas, Armenia.
- 106 La Esmeralda: Pablo VI, Nicolás de Federmán, Campin Occidental, Rafael Núñez, La Esmeralda, El Quirinal.
- 107 Quinta Paredes: Acevedo Tejada, El Recuerdo, Gran América, Centro Nariño, Quinta Paredes, Ortezal.
- 109 Ciudad Salitre Oriental: Ciudad Salitre Su-Oriental, Ciudad Salitre Nor-Oriental.

#### Transporte

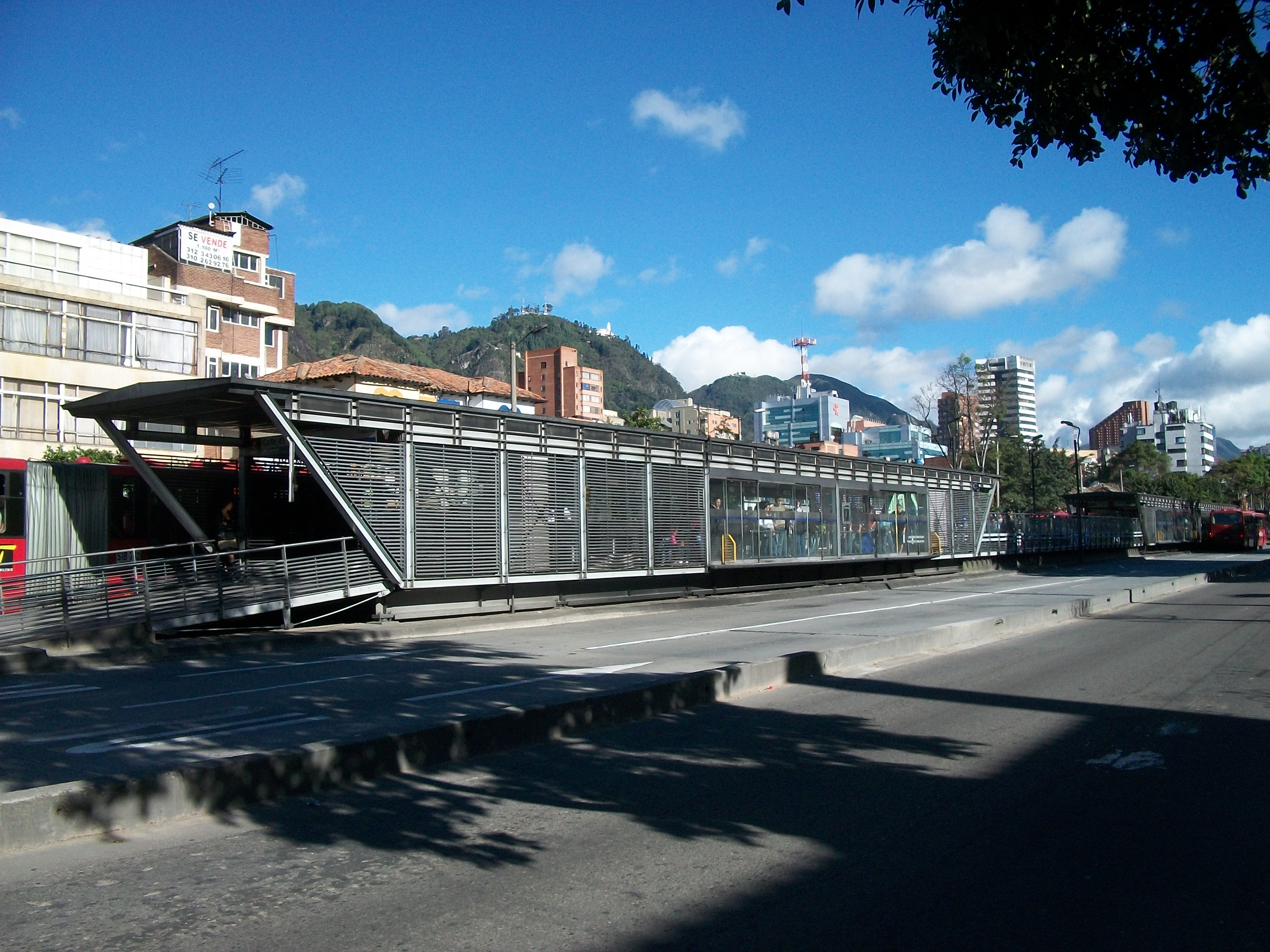
Estación de TransMilenio Calle 45 - American School Way.

Las más importantes vías de Teusaquillo son la Carrera 68, la calle 63, la calle 53, la carrera 24, la avenida Eldorado. la Avenida 30 y la Avenida Caracas. En sus principales vías cuenta con rutas de servicio público de buses, busetas y colectivos y TransMilenio que llegan a todos los barrios de la localidad y la comunican con toda la ciudad.
Cuenta con dos grandes puentes en la calle 63, uno en el cruce con la carrera 30 y el otro el más grande y complejo en el cruce con la avenida Carrera 68 y que continúa la vía hacia Engativá. También es famosa la glorieta de la calle 63 que separa Teusaquillo de la localidad de Barrios Unidos y la biblioteca Virgilio Barco y el Complejo Acuático de escenarios como el parque metropolitano El Lago o el Palacio de los Deportes.
Transporte público
El sistema TransMilenio se encuentra en la avenida Caracas (línea A), la avenida NQS (línea E) y la avenida Eldorado (línea K). En la localidad se encuentran las estaciones Calle 26, Calle 34 - Fondo Nacional de Garantías, Calle 45 - American School Way, Marly, Calle 57 y Calle 63 en la parte oriental de la localidad, las estaciones Avenida Eldorado, Universidad Nacional, Campín - Universidad Antonio Nariño y Movistar Arena hacia la zona centro y las estaciones Centro Memoria, Concejo de Bogotá, Ciudad Universitaria- Lotería de Bogotá, Corferias, Quinta Paredes, Gobernación, CAN - British Council y Salitre - El Greco hacia el occidente de la localidad.
La localidad también tiene tramos de la red de Ciclorrutas, que en el parque Simón Bolívar se extienden por más de 5 km. El tren de la sabana de Bogotá atraviesa la localidad en las cercanías de la biblioteca Virgilio Barco, operando como transporte turístico los fines de semana y de carga durante los días hábiles.

#### Población
Para el censo de 1973, cuando ya se le había constituido Alcaldía Menor, Teusaquillo registro una población de 127.521 personas, que se incrementó gradualmente para el censo de 1985 en el cual tenía ya 132.501 habitantes, sin embargo se registró una pequeña reducción para el censo de 1993 ya que la población había decaído a los 126.125 habitantes.
Para el año 2000 solo las 6 UPZ de la localidad registraban una población de 149.189, finalmente en 2017, Teusaquillo cuenta 140 767 habitantes. El índice de pobreza es de 1,60%, siendo el más bajo del distrito seguido por chapinero con 3,20%, su ingreso per cápita mensual es de 911722 COP (Alto).

#### Economía
Además de la zona residencial, hay variados establecimientos comerciales, de entretenimiento y de servicios, tanto de economía como de administración pública. Los centros educativos son en su mayoría privados y cuenta con instituciones técnicas y universitarias de primer nivel.
No obstante, en la actualidad existe un particular fenómeno de ruina económica oculta entre los habitantes que ocupan las arquitectónicamente hermosas casas de los barrios La Soledad y Teusaquillo, que deben recurrir a ayudas estatales para su supervivencia (SISBEN, comedores comunitarios, etc.). Se estima que, basado en lo anterior, 25.000 personas de la localidad que ocupan esos barrios se encuentran en situación de pobreza.
Entre sus residentes predomina la clase media y alta, en su mayoría profesionales y artistas. Es una localidad completamente urbanizada, con muchas zonas verdes como el parque Simón Bolívar y la Ciudad Universitaria. Además, posee varios canales de ríos pequeños como el Arzobispo y el Salitre. Históricamente, el nombre del territorio correspondía al actual Chorro de Quevedo en La Candelaria. Actualmente, la localidad colinda con Santa Fe, Chapinero y Los Mártires, las más tradicionales de Bogotá. Junto a estas dos localidades, se forma el conjunto de barrios que se distinguen por retratar diferentes épocas de la historia de la ciudad. Dos de sus símbolos, el parque metropolitano Simón Bolívar y el estadio El Campín han sufrido cambios en los últimos años.
El área de la localidad es de 1419 hectáreas y su población en 2018 es de 140 767 habitantes, aunque se estima que la población flotante asciende diariamente a más de 400 000 personas. Teusaquillo está conformada por seis UPZ: Galerías, Teusaquillo, parque Simón Bolívar, La Esmeralda, Quinta Paredes y Ciudad Salitre Oriental.
Por otra parte en 2013 se firmó el convenio para el inicio del proceso de construcción de una nueva sede administrativa de la localidad. El edificio fue construido en la carrera 30 con calle 40. Su construcción esta abandonada desde el año 2021, actualmente hay abierta una investigación de la Contraloría de Bogotá por el estado de desamparo observado en el lugar y la necesidad de hacer estudios sobre la capacidad antisísmica de la construcción.
En cuanto al barrio Teusaquillo en sí, este ocupa el territorio ubicado entre las calles 32 y 37, y la avenida Caracas y la carrera 19.

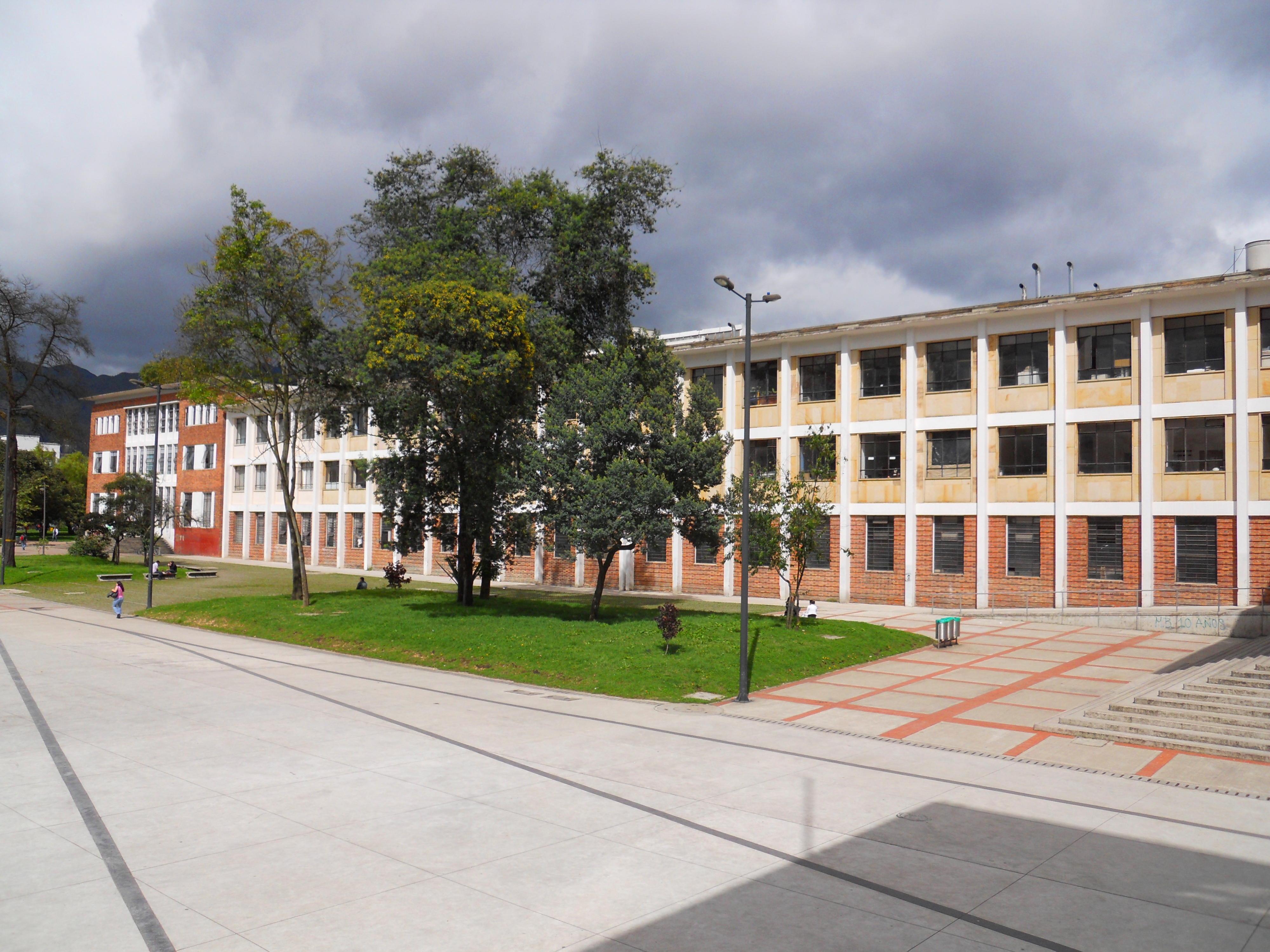
Departamento de Química de la Universidad Nacional de Colombia.

## Servicios públicos

#### Educación
Además de diferentes universidades, la localidad disfruta de tener la Ciudad Universitaria. Allí se encuentra la sede de Bogotá de la Universidad Nacional, insigne institución de la historia académica universitaria y científica de Colombia. También hay un destacado sector de instituciones universitarias en el barrio Palermo alrededor de la calle 45.

#### Ciudad Universitaria
Bajo el gobierno de Alfonso López Pumarejo, se emitió la ley 68 de 1935, Ley Orgánica de la Universidad Nacional que dio origen al campus universitario en los antiguos terrenos de la Hacienda El Salitre; ubicado entre las calles 26 y 53, y las carreras 30 y 50. Permitiendo así la centralización de la universidad que desde su fundación en 1867 se encontraba dispersa por el centro de la ciudad. Se destaca el diseño del arquitecto Leopoldo Rother.

## Cultura

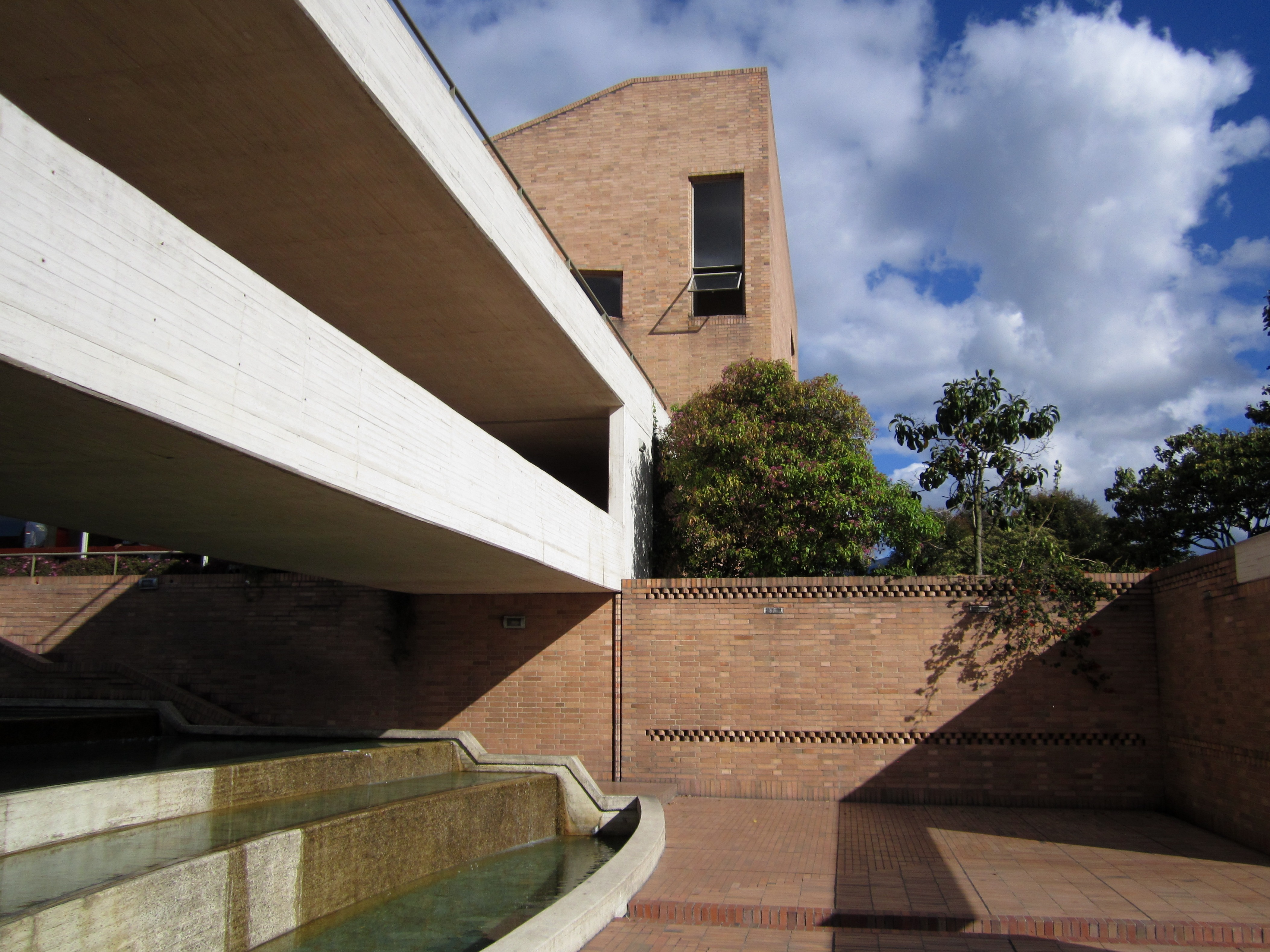
Entrada de la Biblioteca Pública Virgilio Barco.

- La Biblioteca Pública Virgilio Barco, de BibloRed, ubicada en su sector suroriental, es una de las mayores de la ciudad. Fue inaugurada en 2001 y Se destaca su diseño, hecho por el arquitecto Rogelio Salmona.[12] Presta servicios de acceso libre a la información, el conocimiento, la cultura, y el patrimonio.[13]
- Biblioteca Pública del Deporte y la Actividad física[14]
- Casa Museo Jorge Eliécer Gaitán
- Monumento a Jaime Garzón
- Corferias.
- Park Way, parque público con árboles, sillas, restaurantes, bares y librerías
- Hemeroteca Nacional
- Movistar Arena
- Arquitecturas de los barrios La Soledad, Teusaquillo y La Magdalena.[15][16]
- Barrios de la localidad han aparecido en novelas como "Fiesta en Teusaquillo", de Helena Araujo,[17] y sus calles han sido retratadas por fotógrafos como Gumersindo Cuéllar, en la década de 1930. En ellas se han registrado los cambios urbanísticos,[18] el desarrollo de nuevas vías y la adopción de estilos arquitectónicos,[19] la apertura de parques,[20] la construcción de casas,[21] la vivencia del espacio público,[22] la opulencia de la clase alta en el siglo XX[23][20][18][24][25][26][27][28][29][30][31][32]

## Deporte

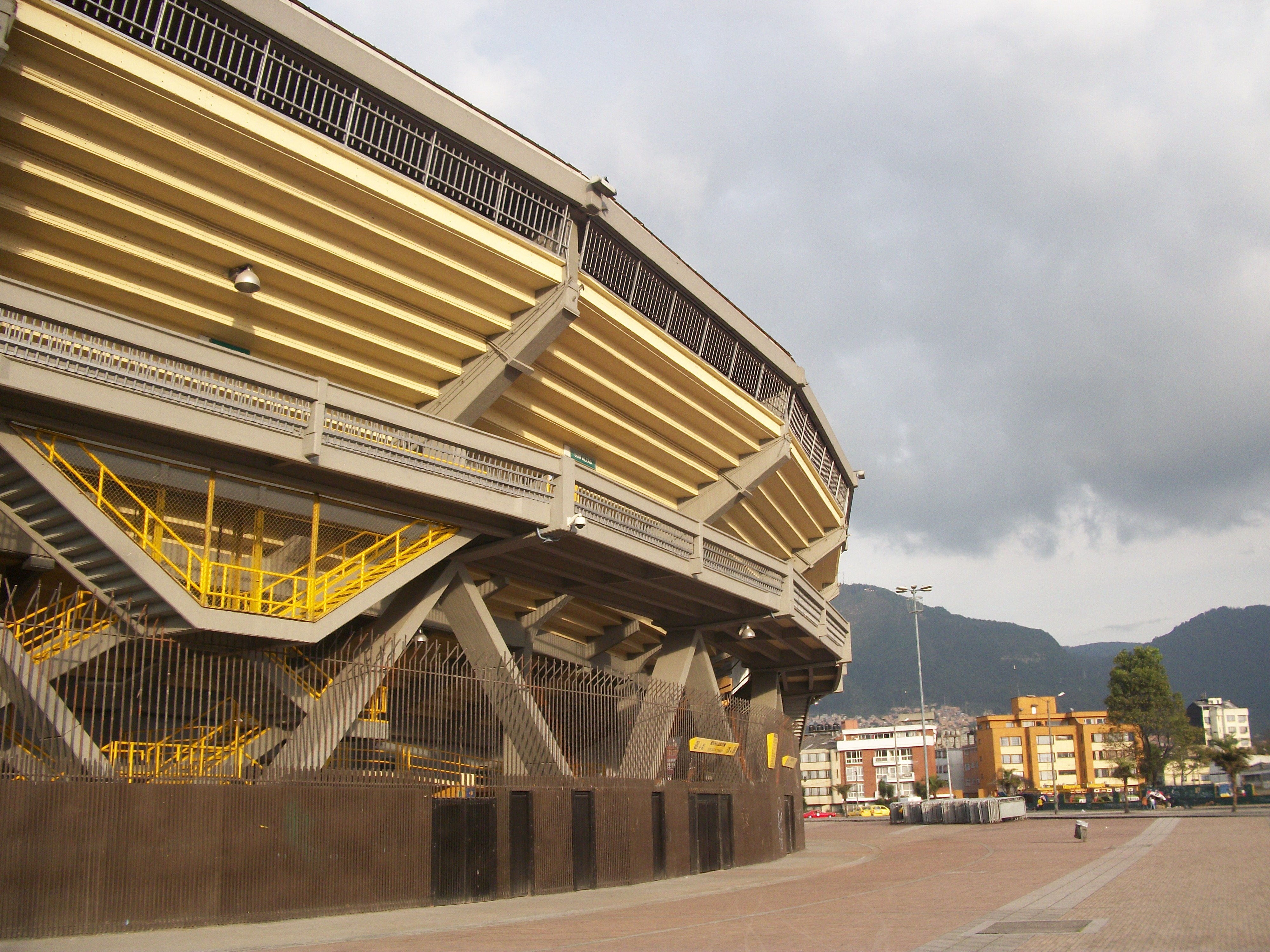
Costado sur del estadio El Campín.

### Estadio El Campín
Al Estadio El Campín se le realizó una remodelación de toda su historia para el año 2000 con motivo de las Eliminatorias locales a la Copa del Mundo de 2002 y la Copa América 2001, se arreglaron las zonas de los alrededores, los ingresos y las tribunas, quedando convertido en el escenario futbolístico más moderno del país con una capacidad de 48.310 espectadores. Y en el 2010-2011 otros cambios con motivo del mundial sub-20 2011 en Colombia.

### Parque Simón Bolívar
Desde finales de los años 1990 con el proyecto para la ampliación del parque Simón Bolívar se construyeron nuevas obras de este complejo deportivo en la localidad de Teusaquillo. Son su plazoleta de eventos con capacidad para 150.000 espectadores, el parque cuenta con el escenario más grande del país, disponiendo asimismo de un gran lago en el centro, zonas para la práctica de deportes acuáticos y extremos, lo mismo que amplias zonas verdes y alamedas. Por contar con diversas zonas consagradas a actividades específicas, se trata de un conglomerado de parques.

### Complejo Acuático
El Complejo Acuático Simón Bolívar inaugurado en el año 2004 con motivo de los Juegos Nacionales, tiene capacidad para 4 mil personas y es el más moderno de Sudamérica, cuenta con Piscinas Olímpicas y Semiolímpicas de nivel Internacional.